# Rumex attenuatus
Rumex attenuatus är en slideväxtart som beskrevs av A. Valta. Rumex attenuatus ingår i släktet skräppor, och familjen slideväxter. Inga underarter finns listade i Catalogue of Life.